# Nordenskjöld-Eiszunge
Die Nordenskjöld-Eiszunge ist eine breite Gletscherzunge an der Scott-Küste des ostantarktischen Viktorialands. Sie mündet als Verlängerung des Mawson-Gletschers in den McMurdo-Sund. 
Entdeckt wurde die Eiszunge im Januar 1902 im Rahmen der Discovery-Expedition (1901–1904) vom britischen Polarforscher Robert Falcon Scott, der sie nach dem schwedischen Polarforscher Otto Nordenskjöld benannte, der zeitgleich die Schwedische Antarktisexpedition (1901–1903) zur Erforschung der Ostküste der Antarktischen Halbinsel leitete. 